# Murad Mirza
Murad Mirza (in persiano مراد میرزا‎; Agra, 15 giugno 1570 – Ahmadnagar, 12 maggio 1599) è stato un principe indiano, figlio di Akbar, terzo imperatore Moghul.

## Biografia
Murad Mirza nacque il 15 giugno 1570 a Fatehpur Sikri, Agra, da Akbar, terzo imperatore Moghul, e un'ignota concubina. Nato soli nove mesi dopo l'erede presunto, Salim (Jahangir), figlio dell'imperatrice Mariam-uz-Zamani, Murad, soprannominato "Pahari" dal suo luogo di nascita, fu inizialmente allevato da Salima Sultan Begum, una delle consorti di alto rango del padre, che non aveva figli propri, ma nel 1575, quando Salima partì per il pellegrinaggio a La Mecca, sua madre ottenne il permesso di riaverlo con sé. 
La sua istruzione fu inizialmente affidata al tutore reale, Abu'l-Fazl ibn Mubarak, ma nel 1580 Akbar sorprese la corte assumendo due gesuiti portoghesi, Antonio de Montserrat e Francisco Aquaviva, perché istruissero il principe nella loro lingua e religione. A loro, si aggiunse anche il terzo Dalai Lama, Sonam Gyatso. Murad aveva quindi un'istruzione unica, che includeva elementi islamici, cristiani e buddisti. 
Com'era nella tradizione Moghul, Murad ottenne fin da giovane incarichi militari e politici, venendo nominato a capo di un'unità mansab di 7.000 uomini già nel 1577, aumentati a 9.000 nel 1584. All'inizio del 1593, oramai adulto, venne messo a capo delle truppe Deccan, ma si rivelò un comandante mediocre a causa delle tendenze all'alcoolismo, e maggio fu sostituito da Abu'l-Fazl. Anche il suo successivo incarico a Ahmadnagar si concluse con un fallimento, in concomitanza con la morte del figlio Rustam nel 1597. A quel tempo, venne descritto come alto e corpulento, dal viso scuro, e dai modi solenni e virili, e, malgrado i suoi difetti, molto coraggioso.
Murad sviluppo quindi problemi di depressione e alcolismo tali da richiedere l'intervento imperiale: nel febbraio 1599, Akbar lo convocò ad Ahmadnagar per parlargli, ma durante la marcia, il 6 maggio, Murad venne colpito da una grave crisi epilettica e morì una settimana dopo, il 12 maggio 1599. Venne sepolto a Delhi, nel mausoleo di suo nonno, Humayun. 

## Famiglia
Murad Mirza ebbe due mogli:
- Habiba Banu Begum. Era figlia di Mirza Aziz Koca, fratello di latte di Akbar in quanto figlio della sua balia Jiji Anga, e la sorella della consorte principale di Khusrau Mirza, nipote di Murad. Si sposarono il 15 maggio 1587 ed ebbero due figli: 
  - Rustam Mirza (nato il 27 agosto 1588). Sua figlia Bilqis Banu Begum sposò suo cugino Shah Shuja, ma morì di parto dopo un anno.
  - Alam Mirza (nato il 4 novembre 1590 - morto infante).
- Figlia di Bahadur Khan. Suo padre era l'erede di Raja Ali Khan, sovrano di Khandesh, e il matrimonio, celebrato nel palazzo dell'imperatrice Mariam-uz-Zamani, era parte della strategia di Akbar per averne l'appoggio durante la sua programmata campagna nel Deccan. Ebbero una figlia: 
  - Jahan Banu Begum. Sposò suo cugino Parviz Mirza, figlio dell'imperatore Jahangir, e fu madre di Nadira Banu Begum, che a sua volta sposò suo cugino Dara Shikoh, figlio dell'imperatore Shah Jahan.